# Rémy Boissier
Rémy Boissier (Millau, 22 febbraio 1994) è un calciatore francese, centrocampista del Valenciennes.

## Carriera
Cresciuto nel settore giovanile del Rodez, ha esordito in prima squadra il 20 marzo 2013 disputando l'incontro del Championnat de France amateur vinto 2-0 contro il Tarbes Pyrénées. Nel 2018 viene acquistato dal Le Mans, formazione di seconda divisione. Nel gennaio 2020 viene ceduto in prestito al Rodez, sempre in seconda divisione, che al termine della stagione lo acquista a titolo definitivo.

## Statistiche

### Presenze e reti nei club
Statistiche aggiornate al 16 marzo 2022.
| Stagione        | Squadra         | Campionato      | Campionato | Campionato | Coppe nazionali | Coppe nazionali | Coppe nazionali | Coppe continentali | Coppe continentali | Coppe continentali | Altre coppe | Altre coppe | Altre coppe | Totale | Totale |
| Stagione        | Squadra         | Comp            | Pres       | Reti       | Comp            | Pres            | Reti            | Comp               | Pres               | Reti               | Comp        | Pres        | Reti        | Pres   | Reti   |
| --------------- | --------------- | --------------- | ---------- | ---------- | --------------- | --------------- | --------------- | ------------------ | ------------------ | ------------------ | ----------- | ----------- | ----------- | ------ | ------ |
| 2012-2013       | Rodez           | CFA             | 6          | 0          |                 | -               | -               |                    | -                  | -                  |             | -           | -           | 6      | 0      |
| 2013-2014       | Rodez           | CFA             | 8          | 1          | CF              | 1               | 0               |                    | -                  | -                  |             | -           | -           | 9      | 1      |
| 2014-2015       | Rodez           | CFA             | 14         | 0          |                 | -               | -               |                    | -                  | -                  |             | -           | -           | 14     | 0      |
| 2015-2016       | Rodez           | CFA             | 20         | 2          |                 | -               | -               |                    | -                  | -                  |             | -           | -           | 20     | 2      |
| 2016-2017       | Rodez           | CFA             | 28         | 1          | CF              | 1               | 0               |                    | -                  | -                  |             | -           | -           | 29     | 1      |
| 2017-2018       | Rodez           | N               | 26         | 4          | CF              | 2               | 0               |                    | -                  | -                  |             | -           | -           | 28     | 4      |
| Totale Rodez    | Totale Rodez    | Totale Rodez    | 102        | 8          |                 | 4               | 0               |                    | -                  | -                  |             | -           | -           | 106    | 8      |
| 2018-2019       | Le Mans         | N               | 31         | 5          | CF              | 1               | 0               |                    | -                  | -                  |             | -           | -           | 32     | 5      |
| 2019-gen. 2020  | Le Mans         | L2              | 11         | 0          | CF+CdL          | 1+3             | 0               |                    | -                  | -                  |             | -           | -           | 15     | 0      |
| Totale Le Mans  | Totale Le Mans  | Totale Le Mans  | 42         | 5          |                 | 5               | 0               |                    | -                  | -                  |             | -           | -           | 47     | 5      |
| gen.-giu. 2020  | Rodez           | L2              | 8          | 0          | CF+CdL          | -               | -               |                    | -                  | -                  |             | -           | -           | 8      | 0      |
| 2020-2021       | Rodez           | L2              | 33         | 7          | CF              | 1               | 0               |                    | -                  | -                  |             | -           | -           | 34     | 7      |
| 2021-2022       | Rodez           | L2              | 28         | 2          | CF              | 2               | 0               |                    | -                  | -                  |             | -           | -           | 30     | 2      |
| Totale Rodez    | Totale Rodez    | Totale Rodez    | 69         | 9          |                 | 3               | 0               |                    | -                  | -                  |             | -           | -           | 72     | 4      |
| Totale carriera | Totale carriera | Totale carriera | 213        | 22         |                 | 12              | 0               |                    | -                  | -                  |             | -           | -           | 225    | 22     |